# Dobrytsa
Dobrytsa (vitryska: Добрыца) är ett vattendrag i Belarus. Det ligger i den centrala delen av landet, 180 km sydost om huvudstaden Minsk.
I omgivningarna runt Dobrytsa växer i huvudsak blandskog. Runt Dobrytsa är det ganska glesbefolkat, med 32 invånare per kvadratkilometer.